# Ruptly
Ruptly — видеоагентство, входящее в состав телевизионной компании RT, со штаб-квартирой в Берлине, Германия. Финансируется из средств государственного бюджета Российской Федерации. Официально открыто 4 апреля 2013 года. С началом российского вторжения на Украину столкнулось с массовым оттоком сотрудников.

## Описание

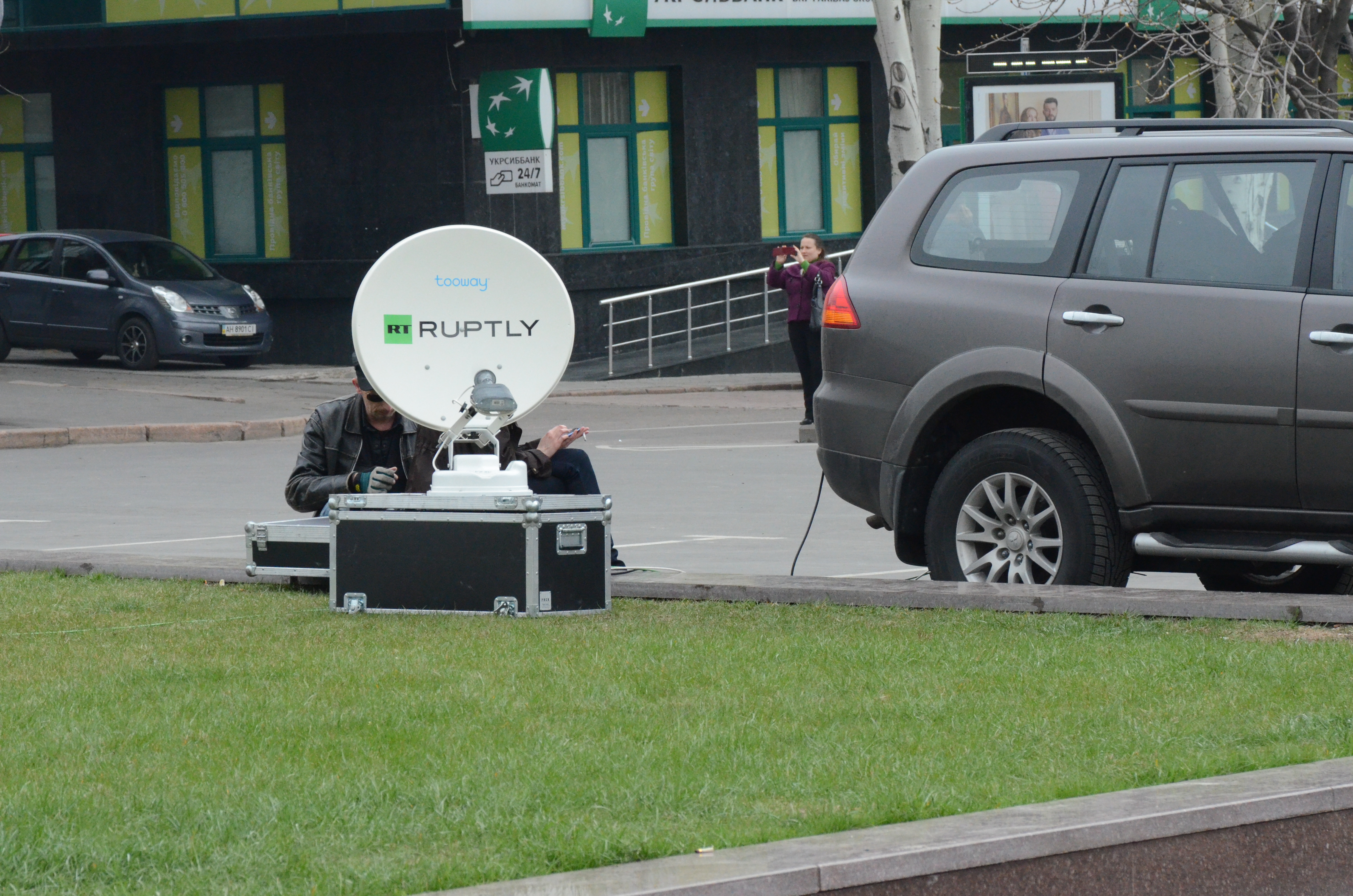
Оборудование агентства Ruptly, Донецк, 2014 год

Агентство предоставляет видеоматериалы о политике, финансах, спорте, науке, технологиях и развлечениях. Вещает на русском, английском, арабском, немецком, французском и испанском языках. Работает в прямом эфире, предоставляет информацию другим агентствам и на веб-сайты, доступен сервис «видео по запросу».
Ruptly освещает события в России, стран ближнего и дальнего зарубежья на разные темы. В среднем Ruptly производит 1200 видео и 300 часов прямых трансляций в месяц.
По словам Маргариты Симоньян, главного редактора RТ, задача агентства заключается в том чтобы «стать альтернативным ресурсом на тесном рынке профессиональных новостных видеоматериалов».

## История
Агентство было открыто в 2013 году.
9 мая 2014 года в событиях в Мариуполе был тяжело ранен журналист видеоагентства Фёдор Завалейков.
В 2017 году агентство запустило платформу Ruptly Live для размещения прямых трансляций в соцсетях. В 2018 году Ruptly ввело подписку Ruptly Pass для небольших медиакомпаний и блогеров.
26 февраля 2021 года немецкий Commerzbank уведомил RT Deutsch и Ruptly о закрытии их счетов, осуществление финансовых операций по ним будет прекращено с 31 мая. В ответ на запрос Deutsche Welle о причинах такого шага в банке отказались от комментариев. После этого ряд финансовых институтов, в том числе Deutche Bank, BNP Paribas, ING, HSBC, UBS, либо проигнорировали, либо отказали в запросе компаний на открытие счетов.
В январе 2023 года руководитель Ruptly Динара Токтосунова была включена в санкционный список Украины.

## Происшествия
В январе 2023 года бывший журналист Ruptly Чанг Фрик организовал сожжение Корана у посольства Турции в Стокгольме.

## Критика
По словам агентства Spiegel Online «С помощью таких служб новостей, как RT и Ruptly, Кремль стремится изменить то, как мир думает о России. И это делается весьма успешно: Владимир Путин выиграл пропагандистскую войну с Украиной, и Запад разделился».

## Награды
- 2 июня 2017 года — премия в области онлайн-журналистики Drum Online Media Awards в номинации «Лучший новостной B2B-сайт»[15].
- 7 марта 2019 года — золотая награда конкурса в области бизнеса German Stevie Awards. Сервис прямых трансляций Ruptly Live одержал победу в категории «Видеоплатформа для СМИ и издателей»[16].
- 18 апреля 2019 года — премия Shorty Awards за достижения в социальных сетях в категории «Лучшее новостное освещение событий в прямом эфире» за освещение акций протеста «Жёлтых жилетов» во Франции[17].